# كارمين فاليرو
كارمين فاليرو أوميديس (بالإسبانية: Carmen Valero Omedes، ولدت في 4 أكتوبر 1955، كاستيلسيراس، طرويل، إسبانيا - 02 يناير 2024) رياضية ألعاب قوى إسبانية.
حصلت على ميداليتين ذهبيتين في بطولات العالم للعدو الريفي عام 1976 و1977.

## إنجازاتها

### بطولة العالم للعدو الريفي
- 1975 الرباط  المغرب:  ميدالية برونزية في السباق الفردي.
- 1976 شيبستو  المملكة المتحدة:  ميدالية ذهبية في السباق الفردي.
- 1977 دوسلدورف  ألمانيا:  ميدالية ذهبية في السباق الفردي.

## وصلات خارجية
- كارمين فاليرو على موقع الاتحاد الدولي لألعاب القوى (الإنجليزية)
- كارمين فاليرو على موقع الاتحاد الأوروبي لألعاب القوى (الإنجليزية)
- كارمين فاليرو على موقع اللجنة الأولمبية الدولية (الإنجليزية)
- كارمين فاليرو على موقع أوليمبيديا (الإنجليزية)